# Bolgewas

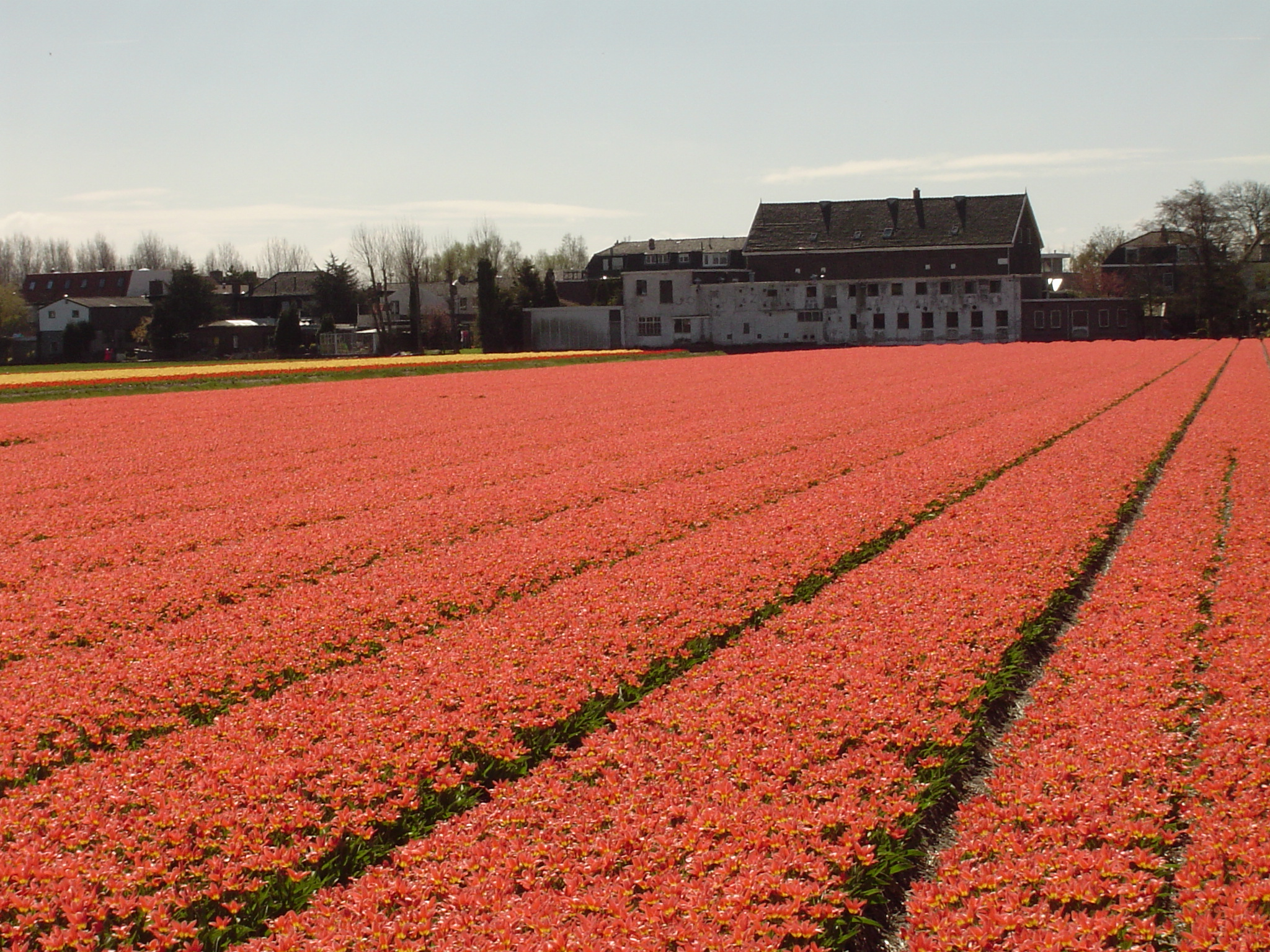
Een bloembollenveld in bloei in Hillegom.

Een bolgewas is een gewas dat overwintert door in een al of niet ondergrondse bol, in feite een bolvormige ophoping van vlezige bladeren, voedsel op te slaan. In het algemeen gaat het hier om eenzaadlobbige planten.
Een aantal bolgewassen is als voedingsmiddelen bekend, zoals ui en knoflook. Andere bolgewassen, de zogenaamde bloembollen, worden voor de sier gekweekt, zoals tulp, hyacint, narcis en langbladige druifhyacint. Vooral in Nederland is de kweek van sierbolgewassen een aanzienlijke tak van bedrijvigheid.
Naast bolgewassen voor de tuin bestaan er ook bolgewassen die speciaal voor bloei binnenshuis worden gekweekt, zoals Hippeastrum.

## Bloembollen
Bloembollen worden geplant in oktober of november. De voorkeur gaat uit naar kalkrijke grond, die niet te lang nat blijft. Zowel in de zon als halfschaduw groeien de bollen goed. Bloembollen kunnen geplant worden met een bollenplanter. De bol wordt op een diepte van ongeveer driemaal de diameter van de bol geplant. Na de bloei worden vanaf half juni veel bloembollen gerooid, gedroogd en opgeslagen tot het volgende plantseizoen. Een alternatief is om de planten te laten verwilderen.
De bloei van hyacinten en veel andere bolgewassen kan worden vervroegd door vernalisatie. Hierbij worden de bloembollen gedurende 4 tot 6 weken in koelcellen bewaard bij 5–6 °C.